# DGSS
Hlavní správa speciálních služeb (DGSS) je bývalá francouzská tajná služba vzniklá během II. světové války sloučením dvou služeb, de Gaullovy BCRA a zpravodajské služby Giraudovy Svobodné Francie.

## Vznik
DGSS vznikla v listopadu 1943 v Alžírsku. Jejím ředitelem se stal Jacques Soustell, technickým ředitelem bývalý šéf BCRA André Dewavrin. Pod názvem Hlavní správa speciálních služeb fungovala tato organizace do roku 1944, kdy se již po vylodění Spojenců v Normandii usadila v Bretani a přejmenovala na Hlavní zpravodajskou správu (DGER).